# Filoctet (Sofocle)
Filoctet este o tragedie scrisă de Sofocle.

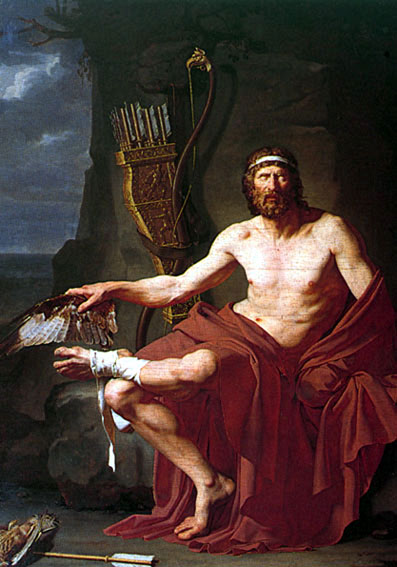
Filoctet, de Jean-Germain Drouais

Neoptolemos, fiul lui Ahile, la îndemnul lui Odiseu, se hotărăște să fure arcul fermecat al lui Heracle, deținut de Filoctet. Prin vicleșug, Neoptolemos reușește să câștige încrederea lui Filoctet și acesta, într-un moment de slăbiciune fizică, îi încredințează arcul râvnit de Odiseu. Dar în tânărul Neoptolemos se produce o schimbare neașteptată: neputând suporta în continuare acest joc necinstit, el înapoiază arcul și-i acordă lui Filoctet ajutorul său.

## Vezi și
- Omul în labirint de Robert Silverberg